# Tron Ludovisi

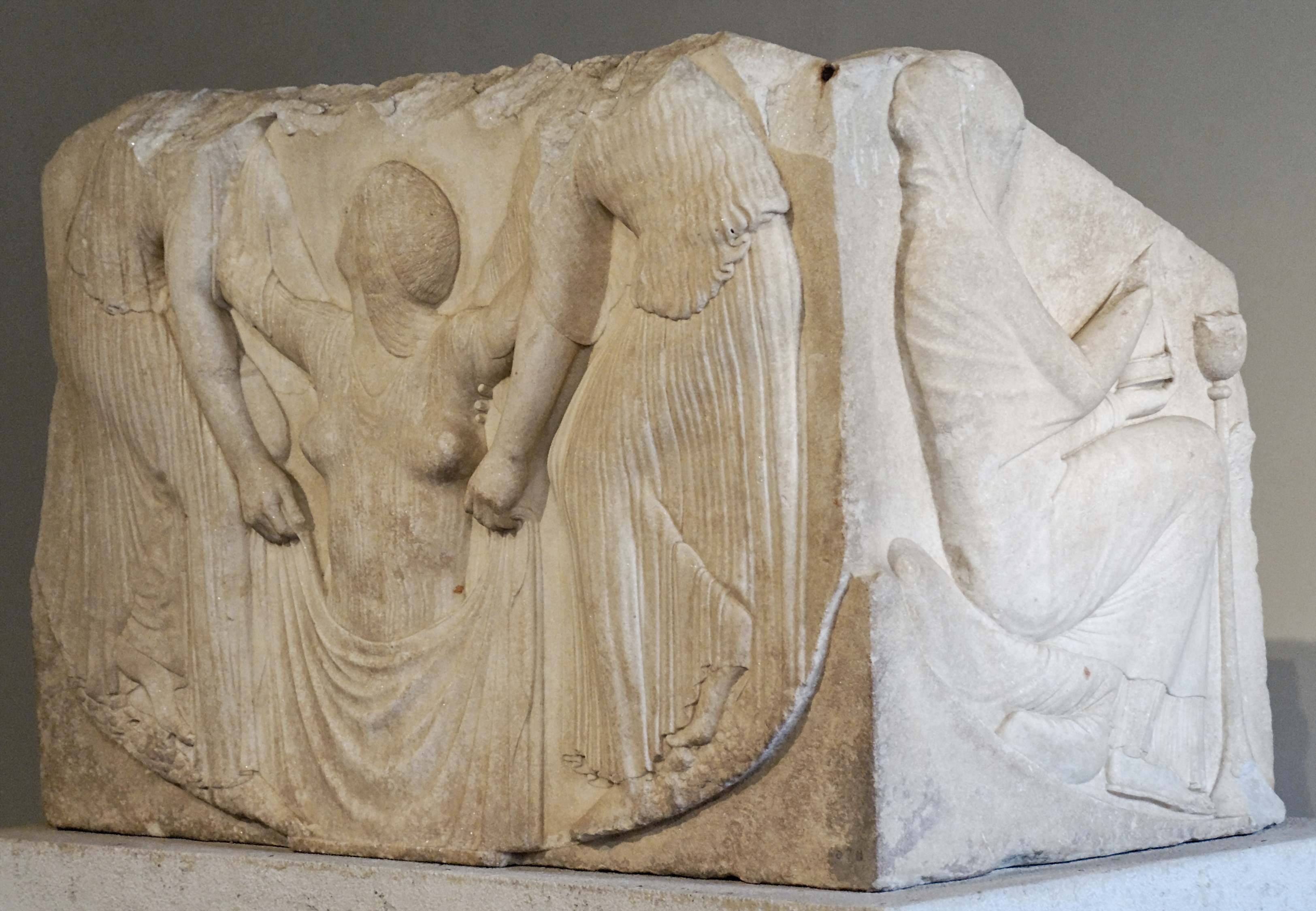
Vista posterior i lateral esquerra

El tron Ludovisi, malgrat el seu nom, no és un tron sinó un bloc de marbre blanc, buit en la part posterior i esculpit en baix relleu en els seus tres costats. La seva autenticitat és debatuda; els qui l'accepten, el situen en la Grècia occidental, a la Magna Grècia, datant-lo en el període proper a 460 aC (basats en l'estil sever que manifesta), el qual pertany a la transició entre l'època arcaica i inicis de la clàssica. El tron Ludovisi es conserva al Palazzo Altemps del Museu Nacional Romà, Roma, des que va ser comprat pel govern italià el 1894.

## Descripció
El relleu central acostuma a interpretar-se com a Afrodita sortint del mar, un motiu conegut com a Venus Anadiòmena. La deessa està vestint-se amb una roba diàfana amb l'assistència de dues Hores parades en la costa, que es preparen per cobrir-la amb un llenç que sostenen totes dues, el qual l'oculta de cintura en avall. Els dos relleus dels costats donen l'esquena discretament al misteri del tema central. Un mostra una dona amb una mantellina ajupida, col·locant l'encens d'un thymiaterion que sosté amb la mà esquerra dintre d'un cremador d'encens que es troba sobre una tarima. A l'altre relleu es troba una jove nua, asseguda amb un genoll sobre l'altra, mentre toca la flauta doble o aulos; un mitget li subjecta el cabell.

## Descobriment i controvèrsia
El tron va ser trobat el 1887, en el que anteriorment era l'immens terreny de la vil·la Ludovisi a Roma, on havien estat ubicats els jardins de Sal·lusti, i fou traslladat dintre de la vil·la Ludovisi, d'on rep el seu nom. Els Ludovisi eren una família papal que havien estat mecenes i col·leccionistes des de començaments del segle xvii. Les dificultats financeres van obligar a la venda de la col·lecció Ludovisi a l'estat italià el 1894. Els terrenys de la vil·la Ludovisi van ser fraccionats, es van traçar carrers i el districte va créixer, canviant completament.
Existeix un debat respecte al propòsit originari de l'objecte, el significat dels seus relleus i el lloc on va ser fabricat, però el 1982 va poder vincular-se'l sense cap dubte amb un temple a Marasa, a la vora de Locri, un temple jònic d'Afrodita l'interior del qual va ser reconstruït el 480 aC. Mitjançant una reconstrucció del tron, va poder demostrar-se que aquest s'ajustava exactament entre els blocs que quedaven de la base del temple; a més a més, es va suggerir que els candelers de terracota, o pinakes, de cultes de Locri Epizefiri, són l'únic paral·lel artístic al tron.
Les úniques altres representacions d'una dona nua pertanyent a aquest període (c. 460 aC) poden trobar-se a la terrisseria d'Àtica. Les crítiques respecte a les anomalies anatòmiques i els detalls i dubtes sobre l'autenticitat del tron Ludovisi van ser resumides per Jerome Eisenberg en un article de 1996 en Minerva; allà afirmava, parcialment, que la flautista hetera era una versió derivada d'un psykter de finals del segle VI aC, realitzat per Eufroni, catalogat el 1857 en el Museu de l'Hermitage de la col·lecció Campana. Eisenberg va notar que la representació romana de Penèlope guardant dol per Odisseu, encara que molt posterior, és l'única iconografia en l'escultura clàssica que mostra una dona amb les cames creuades: Penèlope està completament vestida.
|  |  |

La iconografia respecte a la temàtica del tron Ludovisi no té paral·lel en l'antiguitat, per la qual cosa s'acostuma a posar-la en dubte. Perquè les assistents es troben parades sobre una superfície pedregosa, s'han ofert algunes interpretacions alternatives. Una és que la figura aixecant-se coincideix amb la vestimenta ritual d'una dea ctònica, probablement Persèfone, sorgint per una fissura de la terra; aquest suggeriment va ser formulat per primera vegada el 1922 per Bernard Ashmole; es pot destacar que Pandora apareix en forma similar en les pintures de diversos gerros d'Àtica. Una altra interpretació suggereix que la figura sigui Hera emergint renascuda de les aigües del Canat, a prop de Tirint, com Hera Parthenos. Figures contemporànies de terracota en candelers trobats a Tirint mostren Hera amb una tela quadrangular que li cobreix el bust.
| «                                                                   | La tela, que és clarament un distintiu de senyal de culte en aquestes estatuetes, és el símbol d'Hera τελεία en oposició a Hera παρθένοσ, a qui podem suposar nua o a mig vestir i, per sobre tot, amb el seu bust al descobert. | » |
| — S. Casson Hera of Kanathos and the Ludovisi Throne (1920), p. 139 | |   |

## El tron de Boston
El tron Ludovisi té un bessó menys reeixit: el tron de Boston, que es troba al Museu de Belles Arts de Boston. Aquest va aparèixer el 1894, poc després de la subhasta de la col·lecció Ludovisi, i va ser comprat per l'expert Edward Perry Warren, que el va donar a la ciutat de Boston. Molts neguen l'autenticitat del tron de Boston. Una conferència al Palazzo Grassi de Venècia, el 1996, va comparar tots dos objectes. Ara com ara, el tron de Boston no és exhibit. En el cas de no ser una falsificació produïda al voltant de 1894, podria tractar-se d'una escultura romana dissenyada per ser col·locada junt amb la grega en algun lloc dels jardins de Sal·lusti.